# Berthelsdorf (Hainichen)
Berthelsdorf ist ein sich unmittelbar südlich an die Kernstadt anschließender Ortsteil von Hainichen im Landkreis Mittelsachsen in Sachsen. Er wurde am 1. Juli 1950 eingemeindet und wird nicht als eigenständiger Ortsteil, sondern als Stadtteil zu Hainichen gezählt.

## Geographie

### Geographische Lage und Verkehr
Berthelsdorf liegt im Süden der Stadt Hainichen im Tal der Kleinen Striegis. Nördlich des Orts befindet sich der noch bis Hainichen genutzte Teil der Bahnstrecke Roßwein–Niederwiesa.

### Nachbarorte
| Falkenau              | Hainichen                                   |             |
| Gersdorf, Neudörfchen | Kompassrose, die auf Nachbargemeinden zeigt | Cunnersdorf |
| Dittersbach           | Langenstriegis                              | Eulendorf   |

## Geschichte

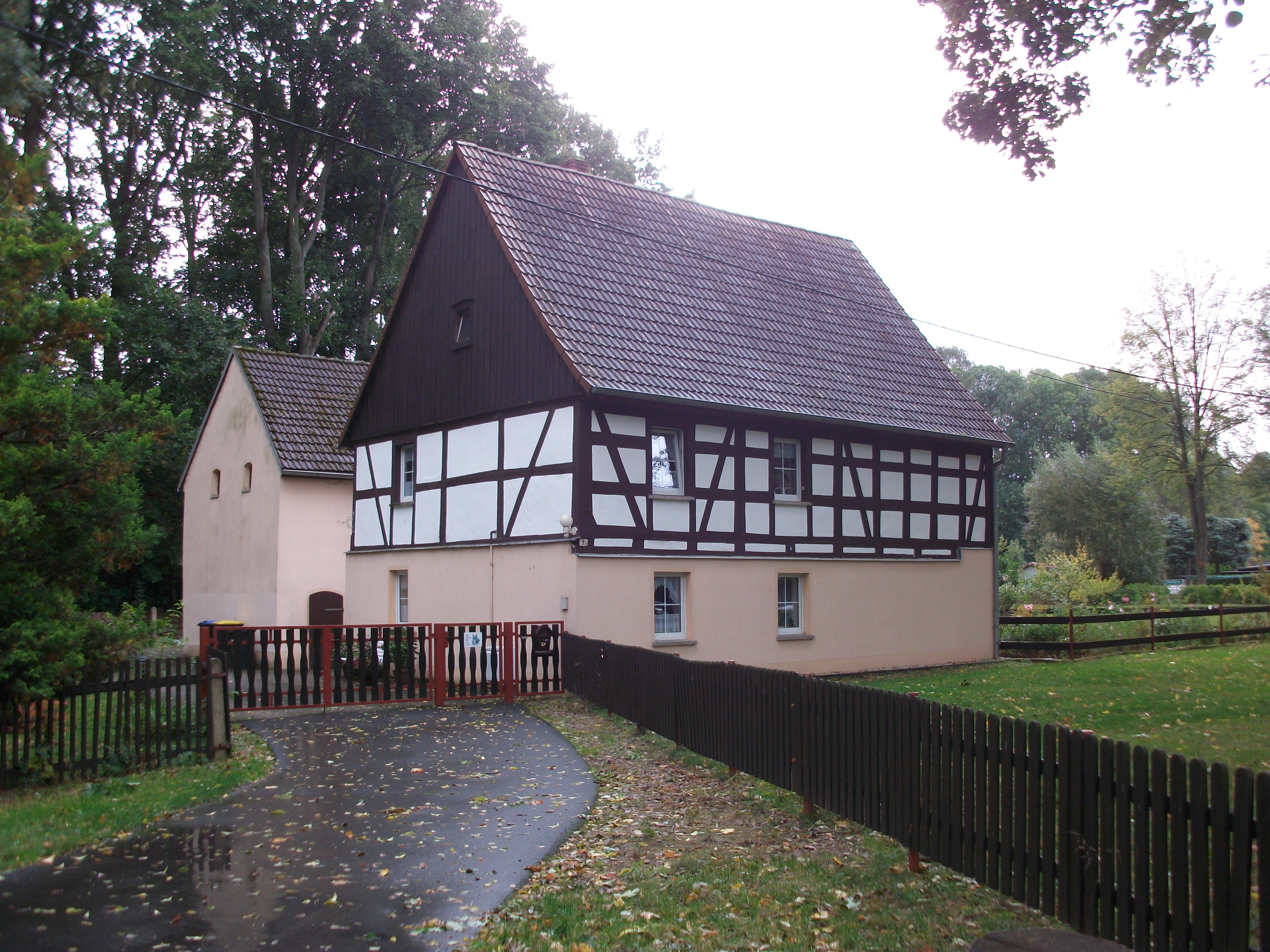
Fachwerkhaus in Berthelsdorf

Das Waldhufendorf Berthelsdorf wurde im Jahr 1276 als „Berchtoldesdorph“ erwähnt. Der Ort entstand jedoch schon in der Zeit um 1150 bis 1162. Berthelsdorf gehörte ursprünglich zum Besitz des Klosters Altzella. Nach der Säkularisation des Altzellaer Klosterbesitzes im Jahr 1540 kam der Ort zum neu gegründeten wettinischen Amt Nossen. Berthelsdorf gehörte bis 1856 als Amtsdorf zum kursächsischen bzw. königlich-sächsischen Amt Nossen. Kirchlich ist der Ort seit jeher nach Hainichen gepfarrt.
Ab 1856 gehörte Berthelsdorf zum Gerichtsamt Hainichen und ab 1875 zur Amtshauptmannschaft Döbeln, welche 1939 in Landkreis Döbeln umbenannt wurde.
Am 1. Juli 1950 wurde Berthelsdorf nach Hainichen eingemeindet. Mit der zweiten Kreisreform in der DDR kam Berthelsdorf als Ortsteil der Stadt Hainichen im Jahr 1952 zum Kreis Hainichen im Bezirk Chemnitz (1953 in Bezirk Karl-Marx-Stadt umbenannt). Seit 1990 gehörte Berthelsdorf als Stadtteil der Stadt Hainichen zum sächsischen Landkreis Hainichen, der 1994 im Landkreis Mittweida und 2008 im Landkreis Mittelsachsen aufging.

## Persönlichkeiten
- Günther Bormann (1927–1997), Generalleutnant der Nationalen Volksarmee, wurde hier geboren